# Małgorzata Adamkiewicz
Małgorzata Adamkiewicz (ur. 25 grudnia 1966) – polska doktor nauk medycznych o specjalności endokrynologia, przedsiębiorczyni farmaceutyczna i przewodnicząca rady nadzorczej firmy Adamed,  miliarderka.

## Życiorys
Małgorzata Adamkiewicz studiowała na Akademii Medycznej w Warszawie oraz ukończyła naukę w Stockholm School of Economics Executive Education. Posiada specjalizację pierwszego i drugiego stopnia z chorób wewnętrznych oraz endokrynologii. W 2000 roku na Akademii Medycznej, pod kierunkiem Stefana Zgliczyńskiego, obroniła pracę doktorską Miażdżyca tętnic wieńcowych, a stężenie androgenów u mężczyzn.
Pracę zawodową rozpoczęła w Klinice Endokrynologii Centrum Medycznego Kształcenia Podyplomowego w Warszawie. W latach 1991–2002 pracowała na oddziale Klinice Endokrynologii I Oddziału Chorób Wewnętrznych w Szpitalu Bielańskim w Warszawie. Z firmą Adamed – przedsiębiorstwem swojego teścia – współpracowała od 1986. W 2000 roku przejęła wraz z mężem, po śmierci teścia, prowadzone przez niego przedsiębiorstwo. W ramach działalności przedsiębiorstwa była odpowiedzialna m.in. za utworzenie działu badawczo-rozwojowego oraz zainicjowanie badań nad nowymi lekami oraz pełni funkcję prezesa.
Jest prezesem Fundacji Adamed, przewodniczącą Rady Nadzorczej Adamed Pharma, wiceprezesem zarządu Polskiej Rady Biznesu, członkiem Business Centre Club, Kapituły Biznesu przy Uniwersytecie Jagiellońskim, Konwentu Politechniki Warszawskiej i członkiem Światowego Towarzystwa Endokrynologicznego. Wraz z mężem w Serocku wybudowała czterogwiazdkowy hotel „Narvil”.
Zasiada w radzie nadzorczej MCI Capital oraz Polskiego Związku Pracodawców Przemysłu Farmaceutycznego. W przeszłości była członkinią Rady Nadzorczej Pekao S.A..
Maciej i Małgorzata Adamkiewicz, w 2021 znajdowali się na 9. miejscu na liście najbogatszych Polaków według magazynu Forbes z majątkiem 4,703 mld zł, w 2023 roku ich majątek szacowany jest na 2,363 mln zł, a para zajmuje 22. miejsce na liście najbogatszych Polaków.
W 2025 zwyciężyła w 22. edycji konkursu EY Przedsiębiorca Roku, została również laureatką kategorii Produkcja i Usługi.

### Życie prywatne
Jej mężem jest Maciej Adamkiewicz.

## Odznaczenia
- Złoty Krzyż Zasługi (2013) – za zasługi w działalności społecznej na rzecz osób potrzebujących pomocy i wsparcia[17]
- Medal 100-lecia Odzyskania Niepodległości (2019)[18]
- Odznaka za Zasługi dla Regionalnego Centrum Krwiodawstwa i Krwiolecznictwa w Łodzi (2015)[19]
- Odznaką Honorowa IV stopnia Polskiego Czerwonego Krzyża (2017) – za promocję i wsparcie honorowego krwiodawstwa w zakładach Grupy Adamed[19]
- Medal Honorowy im. Bolesława Chomicza (2022)[20]